# Erlo Stegen
Erlo Hartwig Stegen genannt Erlo Stegen (* 1. März 1935 bei Durban; † 26. September 2023) war ein deutschstämmiger evangelikaler Missionar und Prediger mit südafrikanischer Staatsangehörigkeit. Er war der Gründer und Leiter der weltweit tätigen evangelikalen Missionsgemeinschaft Kwasizabantu und geistlicher Führer dieser Freikirche. Kritiker sahen in Stegen einen Sektengründer.

## Leben und Wirken
Erlo Stegens Vorfahren waren Mitte des 19. Jahrhunderts von der Hermannsburger Mission als Missionare nach Afrika ausgesandt worden. Als deren Nachkomme hatte er einen konservativ-lutherisch geprägten Hintergrund. Er wurde auf der Familienfarm Paardefontein, nahe Durban, geboren und war ab 1952 bis in die 1970er Jahre reisender Evangelist, bevor er die Kwasizabantu-Missionsstation gründete. Zunächst missionierte die Familie Stegen unter den Zulu im ehemaligen Natal, heute KwaZulu-Natal, wo es in Maphumulo ab 1966 einen erwecklichen Aufbruch gab mit angeblich vielen Bekehrungen und Befreiung von sogenannten dämonischen Mächten. Der Name KwaSizabantu bedeutet „Ort der Hilfe für Menschen“ und bestand schon vor der Mission als Flurname. Er wurde von der Familie Stegen aufgegriffen.
Ab 1980 gründete Erlo Stegen mit etwa 150 eigenen Missionaren unabhängige Gemeinden in Europa, mit Schwerpunkt in Deutschland und in der Schweiz, aber auch in den Niederlanden, Belgien, Frankreich, Rumänien und Russland. Auf dem Höhepunkt im Jahr 1999 gehörten bis zu 40.000 Anhänger weltweit zur Organisation Kwasizabantu, infolge publik gewordenen Missbrauchs- und Ausbeutungsvorwürfen sanken die Mitgliederzahlen jedoch bald wieder unter 10.000. Stegen wurden zudem Spendenveruntreuung, Beteiligungen an Minengesellschaften und ein Leben im Luxus vorgeworfen, während die einheimischen Mitarbeiter eine geringe Entlohnung erhielten.
Ab 2006 leitete Stegen die südafrikanische Mission und sein älterer Bruder Friedel Stegen die Gemeinden in Europa (Mission Kwasizabantu Deutschland). Im Jahr 2020 trennten sich die europäischen Ableger der Mission von der Zentrale in Südafrika und wurden als freie evangelische Gemeinschaften aktiv, in Deutschland gehören aber seither weniger als 50 erwachsene Personen dazu. Erlo Stegen hatte unter anderem Geld in Höhe von rund acht Millionen Schweizer Franken veruntreut, um sein luxuriöses Leben zu finanzieren.
Weiterhin soll es in Stegens Missionswerk zu Missbrauch und Vergewaltigungen gekommen sein.
Stegen arbeitete bis zu dessen Tod eng mit dem deutschen evangelischen Theologen und Missionar Kurt E. Koch zusammen, der Kwasizabantu in Deutschland stark unterstützte.
2013 verlieh ihm die North West University (Südafrika) die Kanzlermedaille für seine humanitäre Arbeit in armen ländlichen Gemeinden. Am 11. Dezember 2022 wurde in der KwaSizabantu Mission in Kranskop siebzig Jahre geistlicher Dienst von Erlo Stegen gefeiert, viele Würdenträger der Zulu und Swasi waren anwesend, zu denen er gute Beziehungen gepflegt hatte, und der ehemalige südafrikanische Innenminister Mangosuthu Buthelezi richtete eine Dankadresse an ihn und lobte Kwasizabantu als Vorbild. Stegen war an Demenz erkrankt und starb am 26. September 2023.

## Veröffentlichungen
- mit Ingetrud Birkenstock: Eiserne Türen zerbrechen: Erweckung unter den Zulus mit Erlo Stegen, Schulte und Gerth, Wetzlar 1979, 7. Aufl. 1982, ISBN 978-3-87739-506-6.